# Perama parviflora
Perama parviflora är en måreväxtart som först beskrevs av Paul Carpenter Standley, och fick sitt nu gällande namn av Joseph Harold Kirkbride och Julian Alfred Steyermark. Perama parviflora ingår i släktet Perama och familjen måreväxter. Inga underarter finns listade i Catalogue of Life.